# Gran Logia de Colombia
La Gran Logia de Colombia es una potencia masónica vinculada a la Confederación Masónica Interamericana (CMI) y a la Gran Logia Unida de Inglaterra.

## Logias Simbólicas Jurisdiccionadas
La Gran Logia de Colombia cuenta con 5 Logias en Medellín, 1 Logia en Tunja, 1 logia en Tibasosa, 1 Logia en Girardot, 1 Logia en Ibagué, 1 Logia en Neiva, 1 Logia en Florencia, 1 Logia en Cúcuta y 34 Logias en Bogotá